# Bahnhof Usakos

Der Bahnhof Usakos (englisch Usakos Railway Station) ist der einzige Bahnhof in der namibischen Stadt Usakos. Er liegt an der Bahnstrecke Kranzberg–Walvis Bay auf 853 m bei Kilometer 151 (vom Bahnhof Walvis Bay) bzw. 16 (vom Bahnhof Kranzberg).
Der Bahnhof besteht aus einem Gebäude für den Personenverkehr und für den Güterverkehr. Vor dem Personenbahnhof stand jahrelang  die SAR (OMEG) No. 40, eine Dampflokomotive aus dem Jahr 1912, die in den 2010er Jahren weiter nach Westen versetzt wurde, nachdem mehrfach Lkws in diese gefahren waren.
Verantwortlich für die Infrastruktur ist TransNamib.

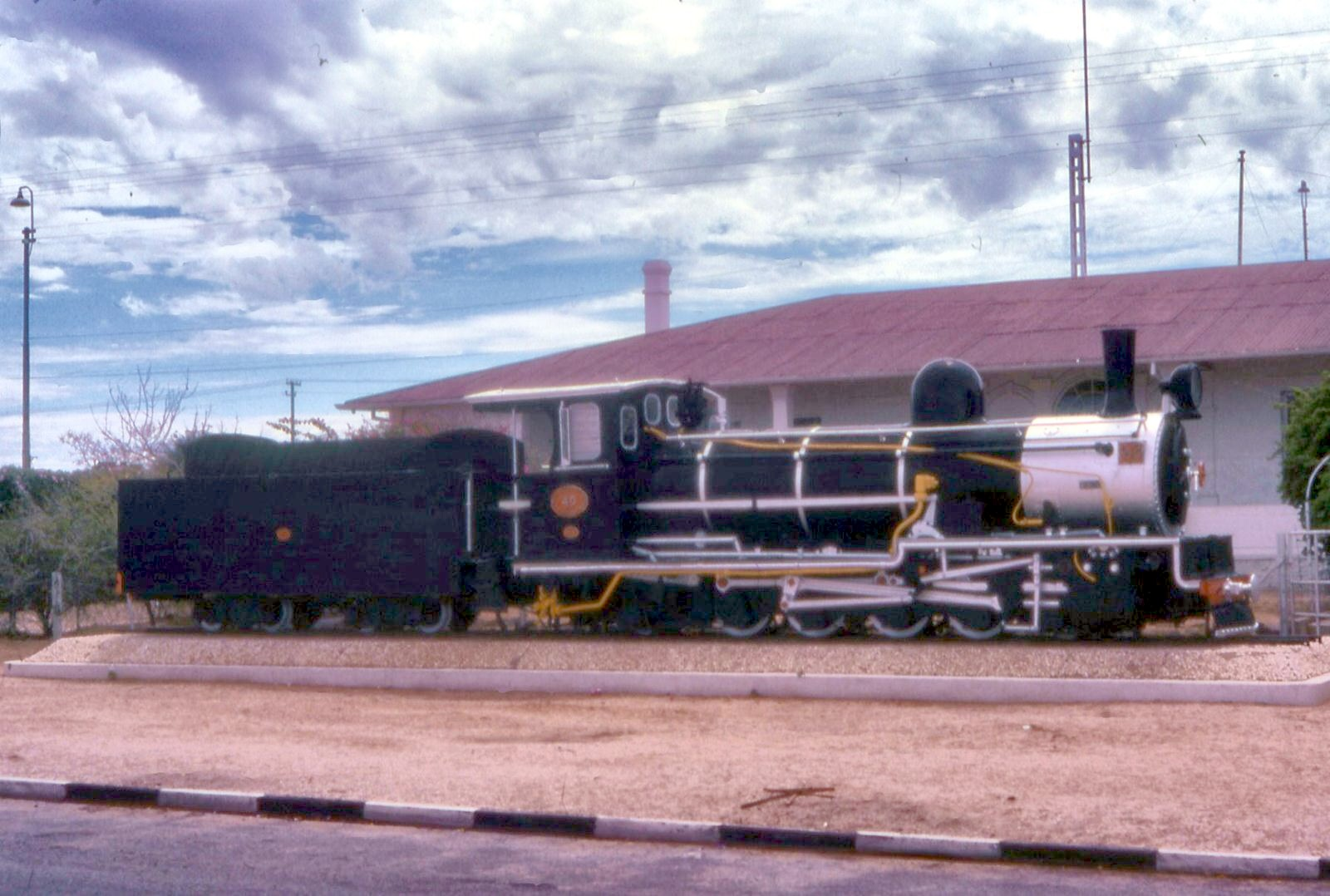
Bahnhof Usakos mit der – mittlerweile umgesetzten – SAR (OMEG) No. 40 im Vordergrund (1984)